# Syrah
El syrah, també conegut com a sirà o hermitage, és una varietat de cep negra fruit de l'encreuament de les varietats dels Alps francesos mondeuse blanche i dureza. El 2006, un estudi d'ADN de l'Institut Agrari de San Michele d'Adige (en italià: Istituto Agrario di San Michele all'Adige) va demostrar que també està emparentat amb la família dels pinot' (pinot noir, pinot meunier, pinot blanc...).

## Ampelografía
És una varietat de vigor alt, de port semidreçat i producció elevada, de brotada mitjana a tardana i de maduració primerenca. Els raïms són de mida mitjana, compactes, allargats i amb el peduncle llarg i poc lignificat. Les baies són de mida petita a mitjana, de forma lleugerament el·líptica i de color negre blavós. La pell és gruixuda i resistent, amb abundant pruïna. La polpa és incolora i força consistent.
Està catalogada amb el número 11.748 al Vitis International Variety Catalogue (VIVC), una base de dades de diverses espècies i varietats del gènere Vitis.

## Característiques agronòmiques
Té una molt bona adaptació a les zones climàtiques III, IV i V de la integral tèrmica de Winkler-Amerine. És molt sensible a l'eutipiosis i als àcars, sensible al míldiu i a la podridura negra i poc sensible a l'oïdi i a l'excoriosis. S’adapta bé a tota mena de sòls. Es recomana una poda curta amb pocs borrons.
És la base dels vins de qualitat francesos Côtes-du-Rhône, com ara Côte-Rôtie i Hermitage, i del Châteauneuf-du-Pape. S'ha exportat amb èxit a Austràlia, on s'anomena shiraz i és la varietat més conreada. A Califòrnia existeix una altra varietat anomenada petit sirah, fruit d'un encreuament amb la varietat peloursin, sense relació amb el syrah del Roine.
Gairebé la meitat del syrah francès es conrea a la plana del Rosselló (Catalunya Nord). És una varietat utilitzada en els vins negres secs de les AOC Costers del Rosselló, inclòs Costers del Rosselló Vilatges, i AOC Cotlliure. A la Catalunya del sud, encara que és minoritari, s'ha anat introduint com a varietat millorant en els cupatges amb varietats negres tradicionals. És una varietat autoritzada a les DO Catalunya, DO Conca de Barberà, DO Costers del Segre, DO Empordà, DO Montsant, DOQ Priorat, DO Tarragona. A Mallorca és autoritzada a les DO Binissalem i DO Pla i Llevant. També s'ha introduït a la Manxa i a la DO Utiel-Requena.

## Característiques enològiques
Els vins de syrah sobresurten pel seu color vermell profund, per la seva tannicitat, bona acidesa i elevat grau alcohòlic. Tenen un elevat potencial de guarda i són molt apreciats per les seves aromes de fruita madura (grosella i gerds), flors (violeta) i espècies (clau i canyella). Els vins de criança desenvolupen aromes que ens poden recordar el cuir i el fumat. S'adiu molt bé en el cupatges amb garnatxa, ull de llebre o monestrell.

## Història
La primera referència escrita de la varietat syrah la trobem en un text de Barthélemy Faujas de Saint-Fond del 1781 que diu literalment: “La Sira de l’Hermitage... produït un vin agréable, généreux, stomachique et gagne en vieillissant...”. És a dir, que el Syrah de l'Hermitage produeix un vi agradable, generós, estomacal i que millora amb el temps.
Les llegendes de l’origen del nom són variades i poc contrastades. Una d’elles es remunta a l'escriptor llatí Plini el Vell quan parla de la varietat Syriaca al segle I dC. Una altra defensa que el nom syrah prové de la ciutat persa de Siraz (actual Iran) i que fou portada al Roine (França) pel cavaller croat Guy De'Sterimberg el segle xi. Altres versions situen el seu origen a l’illa grega de Siros o a la ciutat italiana de Siracusa.

## Sinonímia
El raïm syrah també és conegut com candive, hermitage (Austràlia), marsanne noire, petite sirrah, sérène, serine, sérine o serinne, shiraz (Austràlia), sirà, sirac, sirah, syra i syrac.